# 5190-es busz
Az 5190-es jelzésű autóbuszvonal helyközi autóbuszjárat (Szeged, vasútállomás), Makó, Autóbusz állomás és Nagylak Kendergyár bejárati út között, melyet a Volánbusz Zrt. lát el.
Egykoron ezen járatok Nagylak, Kendergyár megállóig közlekedtek, de sajnos egy vita miatt ezen megállóhelyet megszüntették.https://www.sk-szeged.hu/wp-content/uploads/2022/01/dm20170909_p5_nagylak4704.jpg
Illetve egykoron 8481-es számmal lehetett találkozni az 1978-79-es években (egyik talált menetrendkönyv alapján)

## Közlekedése
2020. december 13-a óta ütemes menetrend szerint közlekednek a járatok általában minden óra 35. percében indulnak a buszok Makóról. Így ha valaki Szeged felől érkezik valaki Makóra, 10 perces átszállással egész nap biztosított a térségi településekről a megyeszékhely elérése. 2024. December 14-ig aki Budapestről Szegedre érkező IC-kkel jött, annak 5 közvetlen járat volt eljutni Nagylakra (ebből 3 járattal Mezőhegyes felé is el lehet menni, 1 járattal meg Csanádpalotáig), illetve ellenkező irányban munkanapokon 7 buszjárattal (hétvégén 6 buszjárattal) lehet Nagylak felől Szegedre és onnan a Budapest felé közlekedő IC vonatokra. Szeged és Nagylak között 1 járat, Nagylak és Szeged között 2 járat közlekedik közvetlenül, átszállás nélkül. Utóbbi járatok közül az egyik munkaszüneti napokon nem közlekedik.
2024. December 15-től az óra 50-kor induló járatokkal lehet Szegedről Makóra eljönni (kivéve a reggeli 6:27-est és a 21:30-as buszjáratot)
Régebben ennél körülményesebben lehetett eljutni, de persze akkoriban is úgy igazították a járatok közlekedését, hogy a munkába/iskola/ügyintézéshez megfelelő járatok legyenek. A 70-es évek végén Apátfalva-Nagylak, de létezett Nagylak-Magyarcsanád buszjáratok is.
1997-es menetrendben már csak egy esti Nagylak-Apátfalva járat maradt.
Egyik nagy veteránjárata ennek a vonalnak a 14:20-kor induló buszjárat, ami munkanapokon közlekedik, de volt olyan időszak, hogy vasárnap kivételével járt, illetve volt hogy iskolai időszakban közlekedett. De ma már azóta ezen járat a munkanapokon szerepet tölti be.

## Megállóhelyei
| 0  | Szeged, vasútállomás végállomás            | 45 | 2 20, 21, 77, 90 5000, 5001, 5004, 5005, 5012, 5015, 5019, 5020, 5022, 5023, 5034, 5160, 5189 600 személyvonat, S20, expresszvonat, InterCity, Szeged–Hódmezővásárhely tram-train |
| 1  | Szeged, Petőfi Sándor sugárút              | 44 | 21, 77 4 5004, 5005, 5012, 5015, 5020, 5022, 5023, 5160, 5189 |
| 2  | Szeged, autóbusz-állomás végállomás        | 43 | 5, 6, 9, 19 7F, 21, 60, 60Y, 64, 67, 67Y, 70, 71, 72, 72A, 73, 73Y, 74, 74Y, 75, 77, 77A, 77Y, 78, 78A, 79H 1374, 1375, 1441, 1486, 1503, 1504, 1506, 1507, 1510, 1513, 1515, 1516, 1517, 1518, 1652 4990, 5000, 5001, 5002, 5003, 5004, 5005, 5007, 5008, 5010, 5012, 5013, 5015, 5016, 5019, 5020, 5021, 5022, 5023, 5024, 5025, 5030, 5031, 5032, 5033, 5034, 5035, 5040, 5041, 5042, 5045, 5046, 5047, 5049, 5050, 5054, 5055, 5056, 5058, 5059, 5060, 5061, 5062, 5063, 5064, 5066, 5070, 5071, 5075, 5076, 5109, 5112, 5160, 5188, 5189, 5329, 5362, 5369 |
| 3  | Szeged, Berlini körút                      | 42 | 5, 6, 8, 10, 19 21, 73, 73Y, 74, 74Y, 77, 77A, 77Y 5015, 5016, 5020, 5022, 5023, 5024, 5189 |
| 4  | Szeged, Szilléri súgárút                   | 41 | 10 73, 73Y, 74, 74Y, 77, 77A, 84, 90 5015, 5016, 5020, 5022, 5023, 5024, 5025, 5189 |
| 5  | Szeged, Szent-Györgyi Albert utca          | 40 | 84, 90 5015, 5016, 5020, 5022, 5023, 5024, 5025, 5189 |
| 6  | Szeged, Sportcsarnok                       | 39 | 60, 60Y, 67, 67Y, 72, 72A, 84, 90 5015, 5016, 5020, 5022, 5023, 5024, 5025, 5189 |
| 7  | Szeged, Aranyosi utca                      | 38 | 60Y, 67Y 5015, 5016, 5020, 5022, 5023, 5024, 5025, 5189 |
| 8  | Szeged, Kamaratöltés                       | 37 | 60, 60Y, 67, 67Y 5015, 5016, 5020, 5022, 5023, 5024, 5025, 5189 |
| 9  | Szeged (Szőreg), takarékszövetkezet        | 36 | 5015, 5016, 5020, 5022, 5023, 5189 |
| 10 | Deszk, TAURUS gyáregység                   | 35 | 5015, 5016, 5020, 5022, 5023, 5189 |
| 11 | Deszk, Szanatórium                         | 34 | 5015, 5016, 5020, 5022, 5023, 5189 |
| 12 | Deszk, községháza                          | 33 | 5015, 5016, 5020, 5022, 5023, 5189 |
| 13 | Deszk, Dózsa György utca                   | 32 | 5015, 5016, 5020, 5022, 5023, 5189 |
| 14 | Deszki csatorna                            | 31 | 5015, 5020, 5022, 5023, 5189 |
| 15 | Klárafalva, autóbusz-váróterem             | 30 | 5015, 5020, 5022, 5023, 5189 |
| 16 | Ferencszállás, autóbusz-váróterem          | 29 | 5015, 5020, 5022, 5023, 5189 |
| 17 | Ferencszállás, alsó                        | 28 | 5015, 5020, 5022, 5023, 5189 |
| 18 | Kiszombor, vasútállomás bejárati út        | 27 | személyvonat (Kiszombor) 5015, 5020, 5022, 5023, 5189 |
| 19 | Kiszombor, autóbusz-váróterem              | 26 | 5015, 5020, 5022, 5023, 5189 |
| 20 | Kiszombor, Halesz                          | 25 | 5015, 5020, 5022, 5023, 5189 |
| 21 | Makó, Autós csárda                         | 24 | 5015, 5020, 5022, 5023, 5189 |
| 22 | Makó, Kölcsey utca                         | 23 | 5013, 5015, 5017, 5018, 5019, 5020, 5021, 5022, 5023, 5187, 5188, 5189 |
| 23 | Makó, Kálvin téri Iskola                   | 22 | 5023 |
| 24 | Makó, Szegedi utcai ABC                    | 21 | 5013, 5015, 5017, 5018, 5019, 5020, 5021, 5022, 5023, 5187, 5188, 5189 |
| 25 | Makó, autóbusz-állomás végállomás          | 20 | 5 1094, 5013, 5015, 5017, 5018, 5019, 5020, 5021, 5022, 5023, 5105, 5167, 5169, 5183, 5184, 5187, 5188, 5189 |
| 26 | Makó, Városháza                            | 19 | 5017, 5022, 5023, 5184, 5187, 5188, 5189 |
| 27 | Makó, Kertész utca                         | 18 | 5017, 5022, 5023, 5184, 5187, 5188, 5189 |
| 28 | Makó, Autójavító                           | 17 | 5017, 5023, 5184, 5187, 5188, 5189 |
| 29 | Makó, MAFÉG                                | 16 | 5017, 5023, 5184, 5187, 5188, 5189 |
| 30 | Makó, Petőfi-tanya                         | 15 | 5187, 5188, 5189 |
| 31 | Makó, Csikota-tanya                        | 14 | 5187, 5188, 5189 |
| 32 | Apátfalva, 40-es km-kő                     | 13 | 5187, 5188, 5189 |
| 33 | Apátfalva, ABC                             | 12 | 5187, 5189 |
| 34 | Apátfalva, községháza                      | 11 | 5187, 5189 |
| 35 | Apátfalva, községháza bejárati út          | 10 | 5187, 5188, 5189 |
| 36 | Apátfalva, Kereszt utca                    | 9  | 5187, 5188, 5189 |
| 37 | Magyarcsanád, malom                        | 8  | 5187, 5188, 5189 |
| 38 | Magyarcsanád, községháza                   | 7  | 5187, 5188, 5189 |
| 39 | Magyarcsanád, temető                       | 6  | 5187, 5188, 5189 |
| 40 | Magyarcsanád, Bökényi elágazás             | 5  | 5187, 5188, 5189 |
| 41 | Nagylaki útőrház                           | 4  | 5187, 5188, 5189 |
| 42 | Nagylak községháza                         | 3  | 5187, 5188, 5189 |
| 43 | Nagylak posta                              | 2  | 5187, 5188, 5189 |
| 44 | Nagylak, Rózsa sor                         | 1  | 5187, 5188, 5189 |
| 45 | Nagylak, Kendergyár bejárati út végállomás | 0  | 5187, 5188, 5189 |